# كيث اندروز
كيث اندروز (بالإنجليزية: Keith Andrews) هو سائق فورمولا 1 ومهندس أمريكي، ولد في 15 يونيو 1920 في دنفر في الولايات المتحدة، وتوفي في 15 مايو 1957 في إنديانابوليس في الولايات المتحدة.